# Dongbabei
Dongbabei (in cinese: 东坝北站S, Dōngbàběi zhànP), letteralmente in italiano Dongba Nord, denominata in fase di progettazione Dongfeng (东风S, Dōngfēng zhànP), è una stazione, nonché capolinea orientale, della linea 3 e della linea 12 della metropolitana di Pechino.

## Storia
Il 14 settembre 2015, la Commissione nazionale per lo sviluppo e la riforma della Repubblica Popolare Cinese ha approvato il Piano di costruzione della seconda fase del sistema di trasporto metropolitano urbano di Pechino (2015–2021), autorizzando l’avvio dei lavori per la prima fase delle linee 3 e 12 della metropolitana di Pechino e prevedendo la realizzazione di una stazione di interscambio tra le due linee nel villaggio di Dongfeng, nel sobborgo di Dongba, situato nel distretto di Chaoyang.
Nel febbraio 2017 sono iniziati i lavori di realizzazione stazione Dongfeng, in seguito rinominata Dongbabei.
Il 10 maggio 2023 è stato completato il corpo principale della stazione di Dongbabei, che ha poi superato l’ispezione tecnica il 26 giugno dello stesso anno.
Infine, il 15 dicembre 2024, la stazione di Dongbabei è stata ufficialmente aperta al pubblico insieme alla messa in esercizio della prima fase delle linee 3 e 12.

## Origine del nome
La stazione di Dongbabei deve il suo nome alla sua posizione, in quanto situata nella parte settentrionale del sobborgo di Dongba. Quest’area affonda le sue radici storiche nel sito dell’antica città di Anle dell’epoca Han orientale. Durante la dinastia Yuan, Dongba era conosciuta come Zhengcunba, una delle sette dighe lungo il fiume Futong (oggi chiamato Bahe), in seguito rinominata Bashang. Il sobborgo di Dongba fu istituito nel 1953 e da allora mantiene tale denominazione.

## Posizione
La stazione di Dongbabei si trova nel sobborgo di Dongba, nel distretto di Chaoyang, nella parte nord-orientale di Pechino, al di fuori del Quinto Anello stradale. È situata tra Dongba Zhongjie e il villaggio di Dongfeng, in una zona in rapida urbanizzazione e dista circa 20 km dal centro di Pechino. Sebbene l’area sia prevalentemente residenziale, nei dintorni si trovano parchi, scuole internazionali e centri commerciali di nuova costruzione. La sua posizione la rende un punto strategico per i collegamenti tra il centro e i nuovi sviluppi urbani dell’est di Pechino.

## Struttura e impianti
La stazione Dongbabei è stata progettata con un tema che si ispira agli elementi tradizionali dei paifang, integrandoli armoniosamente nello spazio della stazione per evocare e proseguire le funzioni simboliche degli edifici antichi.
La stazione occupa una superficie totale di circa 49.890 m², di cui oltre 42.000 m² per la struttura principale e quasi 8.700 m² per le strutture ausiliarie. Ha una lunghezza complessiva di 376 metri, con una profondità di circa 24 metri. Le banchine misurano 186 metri in lunghezza per 12 di larghezza, e l’intera stazione dispone di sei ingressi.
Dal punto di vista strutturale, Dongbabei è una stazione sotterranea distribuita su due livelli, con doppio binario e doppia banchina a isola, realizzata con una struttura portante a tre file di pilastri e quattro campate, e una protezione perimetrale a pali trivellati con supporti interni in acciaio. Il piano interrato superiore ospita l’atrio, mentre il piano inferiore accoglie i binari, con quelli della linea 3 al centro e quelli della linea 12 ai lati. I binari nord servono come capolinea di partenza per entrambe le linee, mentre quelli sud come arrivo. Atrio e banchine sono collegati da scale mobili e ascensori. Il sistema di interscambio prevede la coincidenza sulla stessa banchina e nella stessa direzione di viaggio, mentre per cambiare direzione tra le due linee è necessario tornare al piano dell’atrio e raggiungere l’altra banchina.
L'accesso alla stazione è consentito tramite sei ingressi, indicati con le lettere A, B, C, D, E e F.

## Servizi
La stazione dispone di:
- Accessibilità per portatori di handicap
- Ascensori
- Scale mobili
- Emettitrice automatica biglietti
- Servizi igienici
- Sportello automatico
- Stazione video sorvegliata
- Ufficio polizia

### Orari

#### Linea 3
In direzione del capolinea occidentale di Dongsi Shitiao, sono attivi tutti i giorni treni dalla stazione di Dongbabei dalle 5:05 alle 22:50 .

#### Linea 12
I convogli in direzione del capolinea occidentale di Sijiqingqiao sono garantiti tutti i giorni dalle 5:23 alle 22:30.

## Interscambi
- Fermata autobus